# Клермон-Жессан, Анне де
Анне́ де Клермо́н де Шат Жесса́н (фр. Annet de Clermont de Chattes Gessan; 1587, Овернь, Франция — 2 июня 1660, Валлетта) — 58/59-й Великий магистр ордена госпитальеров (9.2.1660 — 2.6.1660).

## Орфография и передача имени
- Анне де Клермон-Жессан[1]
- лат. Annetvs Clermont Gessan — на монете[2]
- лат. Annetus de Chattes Gessan[3][4] в эпитафии
- фр. Annet de Clermont Gessans[5] на гравюре
- фр. Annet de Clermont de Chattes Gessan[6]
- фр. Annet de Clermont-Gessant[7]
- фр. Annet de Clermont Gessan[8]
- итал. Anneto de Clermont de Chattes Gessan[9]

## Биография
Анне де Клермон-Жессан происходил из знатного семейства Клермон-Тоннеров. Одним из его ближайших родственников был французский адмирал Эмар де Клермон де Шаст. Ключи на гербе рода повторяются на магистерском гербе Анне де Клермон-Жессана.
Принят в Мальтийский орден 1 июня 1604 года, был назначен бальи Лиона (фр. bailli de Lion), затем главным приором Оверни. Посему принадлежал к «языку» Оверни   (фр. de la Langue d’Auvergne); языками именовались национальные провинции ордена.
Анне де Клермон-Жессан был избран великим магистром Мальтийского ордена 9 февраля 1660 года. Несколько дней спустя ему был пожалован титул Суверенного князя островов Мальты и Гозе (фр. Prince Souverain des Isles de Malte & du Goze). Присвоение столь громкого титула не было чем то экстраординарным для выходца из блистательного дома Клермонов, поскольку его предок, Айнар де Клермон (Ainard de Clermont), заключил в 1340 году договор с дофином Умбертом о том, что ему будут принадлежать права на земли между Дофине и Савойей.
Краткое пребывание на посту было обусловлено смертью от старых ран, умер 2 июня 1660 года. С. Паули упоминал причиной смерти одну старую рану, полученную ещё в 1606 году в Африке. Похоронен в Валлетте в соборе св. Иоанна в капелле «языка» Оверни. Эпитафия и описание выпущенной во время его правления монеты приведены в книге «Анналы Мальтийского ордена» (Annales de l’Ordre de Malte).